# Cmentarz staroobrzędowców na Kamionku
Cmentarz staroobrzędowców na Kamionku – historyczny cmentarz na warszawskim Kamionku, który istniał w latach 1831–1961 przy ul. Grochowskiej.

## Historia
Cmentarz powstał w czasie powstania listopadowego. Pierwotnie na jego terenie znajdowały się mogiły rosyjskich kirasjerów, którzy polegli w bitwie o Olszynkę Grochowską. Następnie do drugiej połowy XIX wieku pochówki na tej nekropolii nie odbywały się. Dopiero w latach 80. XIX wieku cmentarz stał się miejscem pochówków rosyjskich rodzin kupieckich osiadłych w Warszawie, które należały do wspólnot religijnych staroobrzędowców. 
W latach 20. XX wieku w związku z przepełnieniem cmentarza jak i częstszymi pochówkami staroobrzędowców (bezpopowców) na cmentarzu prawosławnym na Woli nekropolia na Kamionku pozostała nieużytkowana. Cmentarz szczęśliwie przetrwał okres II wojny światowej. Dopiero w 1961 podjęto decyzję o jego zamknięciu i ostatecznej likwidacji. W 1970 dokonano rozbiórki parkanu i ostatnich grobowców. Jednak część nagrobków, głównie tych w kształcie charakterystycznych trumien, przeniesiono na Prawosławny Cmentarz Wolski, gdzie znajdują się do dziś.
Obecnie na miejscu cmentarza staroobrzędowców znajduje się skwer przy ul. Grochowskiej 307. W 2017 na jego terenie ustawiono tablicę informacyjną z historycznym zdjęciem przybliżającą dzieje nekropolii. Tablicę ufundowano z budżetu partycypacyjnego w ramach projektu obywatelskiego zgłoszonego i wybranego przez mieszkańców Pragi. Jego celem było nie tylko zachowanie pamięci o cmentarzu, ale też ocalenie tego skrawka zieleni przed zabudową deweloperską.